# Suffolk University
L'Università di Suffolk è un'università privata americana ed è la quarta di Boston per grandezza. Fu istituita l'8 settembre del 1906. Conta 963 professori.